# Serra San Bruno
Serra San Bruno község (comune) Olaszország Calabria régiójában, Vibo Valentia megyében.

## Fekvése
A megye délkeleti részén fekszik. Határai: Arena, Gerocarne, Mongiana, Spadola, Brognaturo, Simbario és Stilo.

## Története
A település, a Szent Brúnó által alapított Santo Stefano del Bosco karthauzi kolostor körül épült ki. Középkori épületeinek nagy része az 1783-as calabriai földrengésben elpusztult. A 19. század elején vált önálló községgé, amikor a Nápolyi Királyságban felszámolták a feudalizmust.

## Népessége
A népesség számának alakulása

## Főbb látnivalói
- Santa Maria dell’Eremo-templom
- San Biagio-templom
- Madonna dell’Annunziata-templom
- Madonna dell’Addolorata-templom